# Égira
Égira, Ægira ou Aigeira (Paleocastro) est une ville et un port d'Achaïe.
C'était l'une des douze villes confédérées. Elle reçut les habitants d'Aigéai, après que cette ville eut été ruinée par l'inondation.